# ヤニック・アレノ
ヤニック・アレノ（フランス語: Yannick Alléno, 1968年12月16日 - ）は、フランスのフランス料理のシェフ、実業家。
2007年以降、ミシュランガイドの3つ星を保持している。2015年以降、フランス国内にて3つ星レストランを2軒同時に持っている唯一の存在である。

## 略歴
1968年12月16日、フランスのピュトーで生まれる。
1986年に料理の道へ進む。
2001年に、フランス農事功労章を受章。
2003年には、パリを代表する老舗ホテルのル・ムーリスの総料理長に就任。
2004年には2つ星を獲得。
2007年には、40歳で3つ星の栄誉を得る。同年にはフランス国家功労勲章、芸術文化勲章も受章し、歴史に名前を刻んでいる。
2008年には、「シェフ・オブ・ザ・イヤー」にも選出されている。
2014年には自身の名前を冠した『ALLÉNO PARIS』をパビヨン・ルドワイヤン内に開店。
2015年に『ALLÉNO PARIS』がミシュラン3つ星を獲得して以来、その地位を保っている。
2017年にはクールシュヴェルの LE 1947 にても3つ星を獲得した。
2018年10月現在、フランス以外にもモロッコ、ドバイ、中国、香港、韓国など、世界の5ヵ国で16のレストランを持つ。

## 特徴
「エクストラクション」の技法を生み出し、各食材のエキスを抽出したソースを大切にしている。また早い段階から発酵の技術に着目し、積極的に料理に取り入れている。